# Aristide Fumagalli
Aristide Fumagalli (Inzago, 1962) è un presbitero, teologo e docente italiano.

## Biografia
Nato a Inzago, in provincia e arcidiocesi di Milano, viene ordinato presbitero nel 1991 dopo aver conseguito il baccalaureato presso il Seminario arcivescovile di Venegono Inferiore: prosegue poi gli studi all'Università Gregoriana di Roma, dove consegue la Licenza in teologia morale con una tesi intitolata "Il peso delle azioni. Agire morale e opzione fondamentale secondo L’Action (1893) di M. Blondel", materia di cui è docente presso la Facoltà teologica dell'Italia settentrionale, sia nella sua sede centrale che in quella distaccata a Venegono, e presso l'Istituto Superiore di Scienze Religiose di Milano.
Inoltre, dal 2003 al 2007, è stato direttore del Seminario Arcivescovile, dirigendo anche il periodico dell'istituzione.

### Ministero presbiterale
Dopo l'ordinazione ha svolto il proprio servizio nella Chiesa di Santa Maria Madre della Misericordia a Roma, dal 1991 al 1996, poi nella Chiesa di Sant'Ambrogio a Cinisello Balsamo, dal 1996 al 1998, poi nella Chiesa di San Giorgio a Limbiate, dal 1998 al 2016: da quell'anno è parroco della chiesa del santo Curato d'Ars a Milano, nel quartiere Lorenteggio.